# Jean-Jacques Ampère

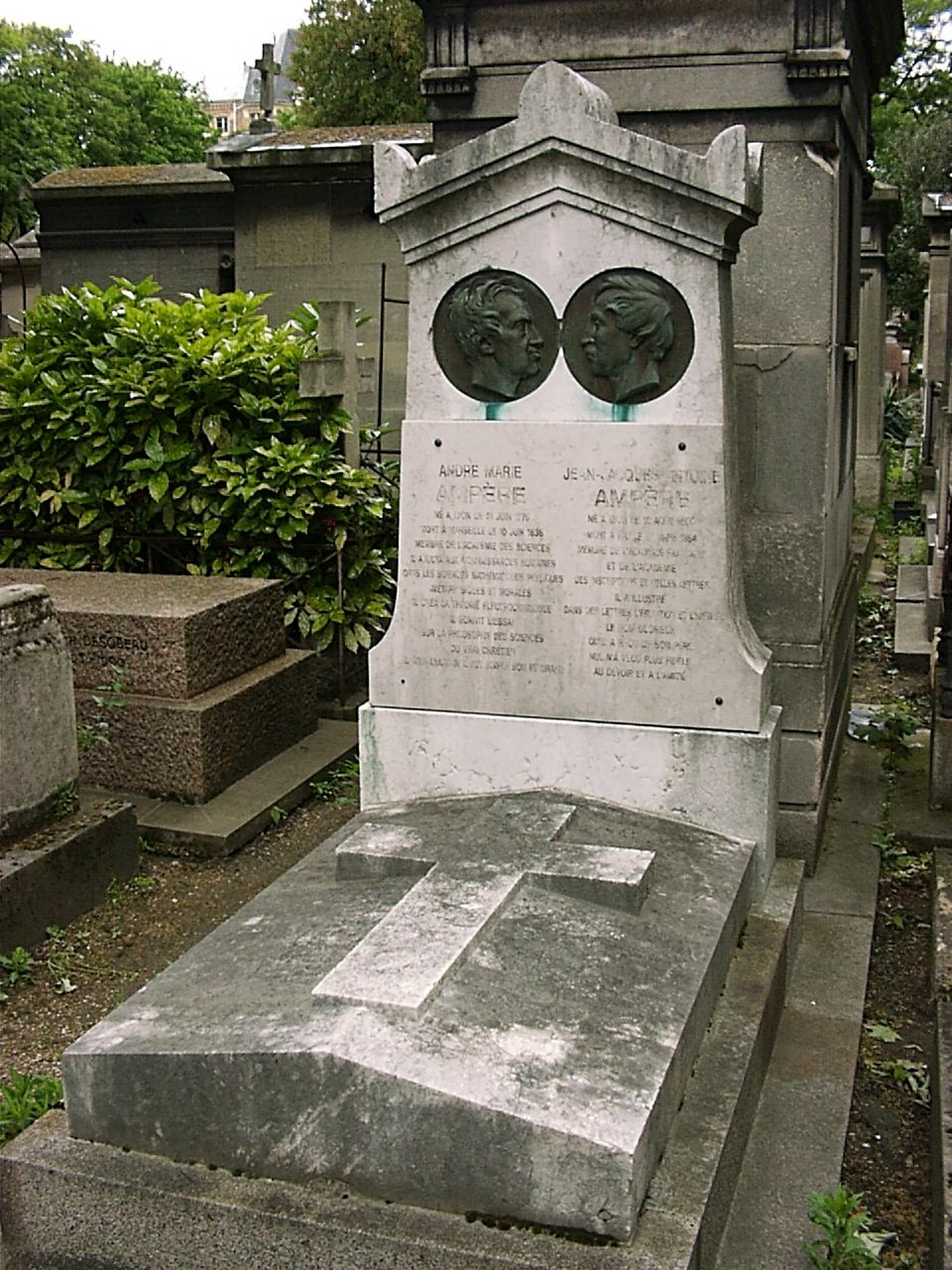
Một phần của nhà vật lý André-Marie Ampère và nhà văn Jean-Jacques Ampère ở nghĩa trang Montmartre.

Jean-Jacques Ampère (12 tháng 8 năm 1800 - 27 tháng 3 năm 1864) là một nhà văn, nhà sử học Pháp. Ông là con trai của nhà vật lý André-Marie Ampère.

## Tiểu sử và sự nghiệp
Jean-Jacques Ampère sinh ngày 12 tháng 8 năm 1800 ở Lyon, Pháp. Cha ông là nhà vật lý nổi tiếng André-Marie Ampère. Mẹ của ông là bà Julie Carron. Jean-Jacques mồ côi mẹ vào tháng 7 năm 1803 khi ông còn rất nhỏ.
Jean-Jacques Ampère từng đi du hành nhiều nơi ở châu Âu, Trung Đông, Hoa Kỳ, México và có nhiều công trình nghiên cứu nổi bật về ngôn ngữ và thần thoại châu Âu. Ông được bổ nhiệm làm giảng viên văn học nước ngoài ở Đại học Sorbonne năm 1830, cùng năm đó tác phẩm "Lịch sử thi ca" được xuất bản. Ba năm sau ông trở thành giáo sư tại đại học Collège de France, ở nơi này ông bắt đầu thực hiện một số nghiên cứu đáng kể về văn học và lịch sử như "Lịch sử văn học Pháp trước thể kỷ 12" (1839-40) và "Lịch sử phát triển ngôn ngữ Pháp" (1841). Năm 1849 ông được bầu vào Viện Hàn lâm Pháp. Những năm cuối đời ông hoàn tất tác phẩm nghiên cứu lịch sử kinh điển là "Lịch sử La Mã ở Rôma" (1861-1864).
Jean-Jacques Ampère mất ngày 27 tháng 3 năm 1864 ở Pau, Pyrénées-Atlantiques, Pháp. Ông được an táng tại nghĩa trang Montmartre ở Paris. Năm 1869, thi hài của cha ông, André-Marie Ampère, cũng được dời về an táng bên cạnh Jean-Jacques.

## Tác phẩm tiêu biểu
- De l'histoire de la poésie (1830);
- De la littérature française dans ses rapports avec les littératures étrangères au Moyen Âge (1833);
- Littérature et voyages: Allemagne et Scandinavie  (1833);
- Histoire littéraire de la France avant le Bản mẫu:S- (Lịch sử văn học Pháp trước thể kỷ 12, 3 tập) (1839);
- Histoire de la littérature au Moyen Âge. De la formation de la langue française (Lịch sử phát triển ngôn ngữ Pháp, 3 tập) (1841);
- Ballanche (1849);
- La Grèce, Rome et Dante: études littéraires d'après nature (1848);
- Littérature, voyages et poésies (2 volumes) (1848);
- L'histoire romaine à Rome (4 volumes) (1856);
- César, scènes historiques (1859);
- Promenade en Amérique (Lịch sử La Mã ở Roma, 2 tập) (1860);
- La science et les lettres en Orient (1865);
- Mélanges d'histoire et de littérature (2 volumes) (1867);
- L'Empire romain à Rome (2 volumes) (1867);
- Voyage en Égypte et en Nubie (1868);
- Christian ou l'année romaine (1887).